# 佐賀市議会
佐賀市議会（さがしぎかい）は、佐賀県の県庁所在地である佐賀市に設置されている地方議会である。

## 概要
- 定数：36人
- 任期：2021年10月23日 - 2025年10月22日[1]
- 選挙区：市全体を1選挙区とする大選挙区制 - 単記非移譲式
- 議長 - 山口弘展（緑楠自民）
- 副議長 - 松永幹哉（自民さが）

## 常任委員会
| 常任委員会名称 | 委員定数 | 欠員数 | 議員名（◎は委員長、〇は副委員長）                                                       |
| -------------- | -------- | ------ | --------------------------------------------------------------------------------------- |
| 総務委員会     | 9        | 0      | ◎永渕史孝､〇江原新子､中島妙子､藤田佳典､川﨑健二､松永幹哉､平原嘉德､福井章司､重田音彦     |
| 福祉教育委員会 | 9        | 0      | ◎松永憲明､〇中村宏志､稲葉嵩広､富永明美､重松徹､江頭弘美､堤正之､山口弘展､山下明子         |
| 経済産業委員会 | 9        | 0      | ◎川副龍之介､〇西岡真一､江口善己､諸冨八千代､久米勝也､村岡卓､千綿正明､川原田裕明､中野茂康 |
| 建設環境委員会 | 8        | 1      | ◎実松尊信､〇御厨洋行､山田誠一郎､宮﨑健､野中宣明､黒田利人､嘉村弘和､西岡義広              |
| 現員           | 35       | 1      |                                                                                         |

## 特別委員会
| 特別委員会名称                                   | 委員定数 | 欠員数 | 議員名（◎は委員長、〇は副委員長）                                                                            |
| ------------------------------------------------ | -------- | ------ | --- |
| 佐賀空港の自衛隊駐屯地計画に関する調査特別委員会 | 11       | 0      | ◎黒田利人､〇村岡卓､江口善己､江原新子､松永憲明､宮﨑健､川副龍之介､平原嘉德､堤正之､福井章司､川原田裕明          |
| 中核市移行に関する調査特別委員会                 | 11       | 0      | ◎江頭弘美､〇実松尊信､藤田佳典､諸冨八千代､川﨑健二､西岡真一､久米勝也､中村宏志､千綿正明､中野茂康､山下明子      |
| 九州新幹線整備に関する調査特別委員会             | 11       | 0      | ◎野中宣明､〇永渕史孝､中島妙子､稲葉嵩広､御厨洋行､富永明美､山田誠一郎､重松徹､重田音彦､嘉村弘和､西岡義広        |
| 水害対策調査特別委員会                           | 12       | 0      | ◎黒田利人､〇平原嘉德､福井章司､重松徹､実松尊信､村岡卓､御厨洋行､江口善己､川﨑健二､藤田佳典､諸冨八千代､稲葉嵩広 |

## 各種委員
| 委員名                               | 議員数 | 女性議員数 | 女性議員率(%) | 議員名 |
| ------------------------------------ | ------ | ---------- | ------------- | --- |
| 議会選出監査委員                     | 1      | 0          | 0             | 中野茂康 |
| 天山地区共同衛生処理場組合議会議員   | 4      | 0          | 0             | 村岡卓､永渕史孝､平原嘉德､西岡義広                                                                             |
| 天山地区共同斎場組合議会議員         | 1      | 0          | 0             | 西岡義広 |
| 佐賀東部水道企業団議会議員           | 2      | 0          | 0             | 千綿正明､川原田裕明                                                                                           |
| 佐賀県後期高齢者医療広域連合議会議員 | 2      | 0          | 0             | 松永憲明､松永幹哉                                                                                             |
| 佐賀中部広域連合議会議員             | 12     | 4          | 33.33         | 中島妙子､稲葉嵩広､江原新子､富永明美､山田誠一郎､川副龍之介､重松徹､堤正之､福井章司､川原田裕明､黒田利人､山下明子 |

## 議会委員
| 委員会名称           | 委員定数 | 欠員数 | 議員名（◎は委員長、〇は副委員長）                                                                  |
| -------------------- | -------- | ------ | -------------------------------------------------------------------------------------------------- |
| 議会運営委員会       | 10       | 0      | ◎重田音彦､〇川副龍之介､西岡真一､江原新子､富永明美､久米勝也､中村宏志､実松尊信､江頭弘美､堤正之       |
| 議会広報広聴委員会   | 10       | 0      | ◎川原田裕明､〇山田誠一郎､藤田佳典､諸冨八千代､稲葉嵩広､川﨑健二､御厨洋行､重田音彦､野中宣明､山下明子 |
| 議会運営等改革検討会 | 9        | 0      | ◎宮﨑健､〇富永明美､中島妙子､稲葉嵩広､御厨洋行､久米勝也､実松尊信､永渕史孝､黒田利人                  |

## 会派
| 会派名     | 議員数 | 女性議員数 | 女性議員率(%) | 議員名（*は代表者､⋅は副代表者）                                                    |
| ---------- | ------ | ---------- | ------------- | ---------------------------------------------------------------------------------- |
| 自民さが   | 9      | 1          | 11.11         | *江頭弘美､⋅川副龍之介､西岡義広､千綿正明､松永幹哉､宮﨑健､江原新子､川﨑健二､稲葉嵩広 |
| 自民清流   | 4      | 0          | 0             | *西岡真一､⋅御厨洋行､重松徹､平原嘉德                                                |
| 自民政進会 | 5      | 1          | 20.00         | *福井章司､⋅永渕史孝､嘉村弘和､堤正之､諸冨八千代                                     |
| 緑楠自民   | 6      | 0          | 0             | *重田音彦､⋅実松尊信､黒田利人､中野茂康､川原田裕明､山口弘展                          |
| ﾈｯﾄﾜｰｸ佐賀 | 6      | 1          | 16.66         | *山田誠一郎､⋅松永憲明､久米勝也､富永明美､江口善己､藤田佳典                          |
| 公明党     | 4      | 1          | 25            | *野中宣明､⋅村岡卓､中村宏志､中島妙子                                                |
| 市民共同   | 1      | 1          | 100           | *山下明子                                                                          |
| 欠員       | 1      | 1          | 100           | ･白倉和子（2023年7月11日、死去）                                                   |
| 現員       | 36     | 5          | 13.88         |                                                                                    |

（2021年12月10日現在）

## 議員報酬等
| 役職   | 議員報酬        | 政務活動費 |
| ------ | --------------- | ---------- |
| 議長   | 月額 69万2000円 | 月額 5万円 |
| 副議長 | 月額 60万7000円 | 月額 5万円 |
| 議員   | 月額 55万3000円 | 月額 5万円 |

- 別途、年2回期末手当あり
- 政務活動費の残金は市に返還する義務がある
- 議員年金は2011年（平成23年）6月1日で廃止されている

## 沿革
- 2003年（平成15年）10月まで - 定数38名
- 2003年10月から2007年9月（平成19年） - 定数34名
- 2007年10月 - 南部3町合併に伴い、暫定定数44名（川副町3名、東与賀町1名、久保田町2名）となる。
- 2009年（平成21年）10月 - 条例が定める通常の定数36名[注 2]にもどる。

## 不祥事
市議会議員の選挙事務を巡り、2003年（平成15年）と2005年の選挙でトラブルが発生している。2003年4月の選挙では、不在者投票で党派誤記が発覚し、その候補が1票差で落選、最高裁判所の判決により無効となり再選挙（再選挙では無投票となった）となった。次の2005年10月の選挙でも投票者より票のほうが13票多くなるという集計ミスがあった上、按分票の判断で1票差（厳密には0.226票差だった）で当選した候補の当選が無効となり、次点候補が繰り上げ当選した。さらに、2007年の参院選では不在者投票の二重計上で開票時間が大幅に遅れるなど、選挙管理委員会のミスが続いた。
2019年、当時市議の川崎直幸（69歳、所属会派 : 光明市政）が自宅で妻に包丁を向け「お前のごたっとは、ぶっ殺してくるっ。」などと脅迫したとして、10月3日に佐賀南警察署に暴力行為法違反（脅迫）で現行犯逮捕、書類送検された。被疑者の市議は包丁を手にしたことは認めたが、殺すと脅したことは否定し、6日に釈放され、7日に市議会議長および副議長に謝罪した。また、川崎の妻から10月5日付で処分などを求めない嘆願書が佐賀地方裁判所や佐賀地方検察庁に提出された。12月12日、市議会で不起訴処分の川崎に対して反省と謝罪を求める決議が採択された。1991年5月から旧川副町議会議員を5期務め、2021年10月まで佐賀市議会議員を3期務めた後は、市議選に落選していた。2024年6月21日に佐賀市の知人の80歳代女性が心神耗弱状態であることを知りながら、金融機関に同行させて被害者名義の口座から現金210万円を騙し取った疑いで、12月4日に佐賀南署に準詐欺罪容疑で逮捕された。2023年8月から2024年3月にかけて女性からキャッシュカードを不正に入手してATMで7回にわたって計350万円を引き出し、2024年5月と6月にも女性と共に佐賀市内の金融機関を訪れ395万円を払い戻させて騙し取ったとして、2025年1月16日に佐賀地検に準詐取罪と窃盗罪で起訴された。その上で1月20日には、市議在任中の2021年5月12日に、判断能力が衰えた当時70代の80歳代女性と共に佐賀市内の金融機関を訪れて、女性名義の預金口座から3000万円を払い戻させ、同様に6月9日にも400万円を払い戻させて騙し取った疑いで、準詐欺罪容疑で再逮捕された。他にも、会長を務める自治会で2024年4月から10月の間に運営資金500万円が使途不明になっているとして、警察に被害届を提出した。3月17日に初公判が開かれ、知人女性に対し4100万円と、自ら会長を務める自治会長会が管理する口座から46万円を着服したとして、準詐欺や業務上横領などの罪に問われて、「騙し取った3000万円をボートレースのチケットショップ近くのATMで50万単位で引き出して3ヶ月足らずでほぼ全額を使い果たし、330万円を車の購入代金にあてたりした」と起訴内容を認めた。検察側は、川崎被告が被害者の女性の夫と深い交流があり、夫が死亡した2020年以降女性の認知症を認識したと指摘し、女性の2つの口座には遺産相続などで、あわせて約1億2千万円の預金があったが被告の口座に出元がわからない多額の入金があり、2年後の2022年6月時点で残高はわずか数万円になっており、「家を処分したい人がいる。借金がありすぐに売らないと」などと言って女性の自宅も売却した上に、アパートに引っ越させ生活保護を申請させていたと明らかにした。
2024年には、平原嘉德（61歳、所属会派 : 自民清流、5期）が「体調不良」という虚偽の欠席理由で、8月19日に開催された8月定例議会前の勉強会を欠席して、実際には新潟市であった剣道大会にOBとして応援に行っていたとして、8月29日、議長の山口弘展から「厳重注意」の処分を受けて始末書を9月2日に提出した。勉強会を欠席する場合は議長か事務局へ事前に届け出る運用をしているが、平原嘉德は事前連絡をせず、勉強会が始まった8月19日の午前10時10分過ぎに、議会事務局の職員にLINE（ライン）で欠席を連絡した。